# Daniel Sánchez Arévalo

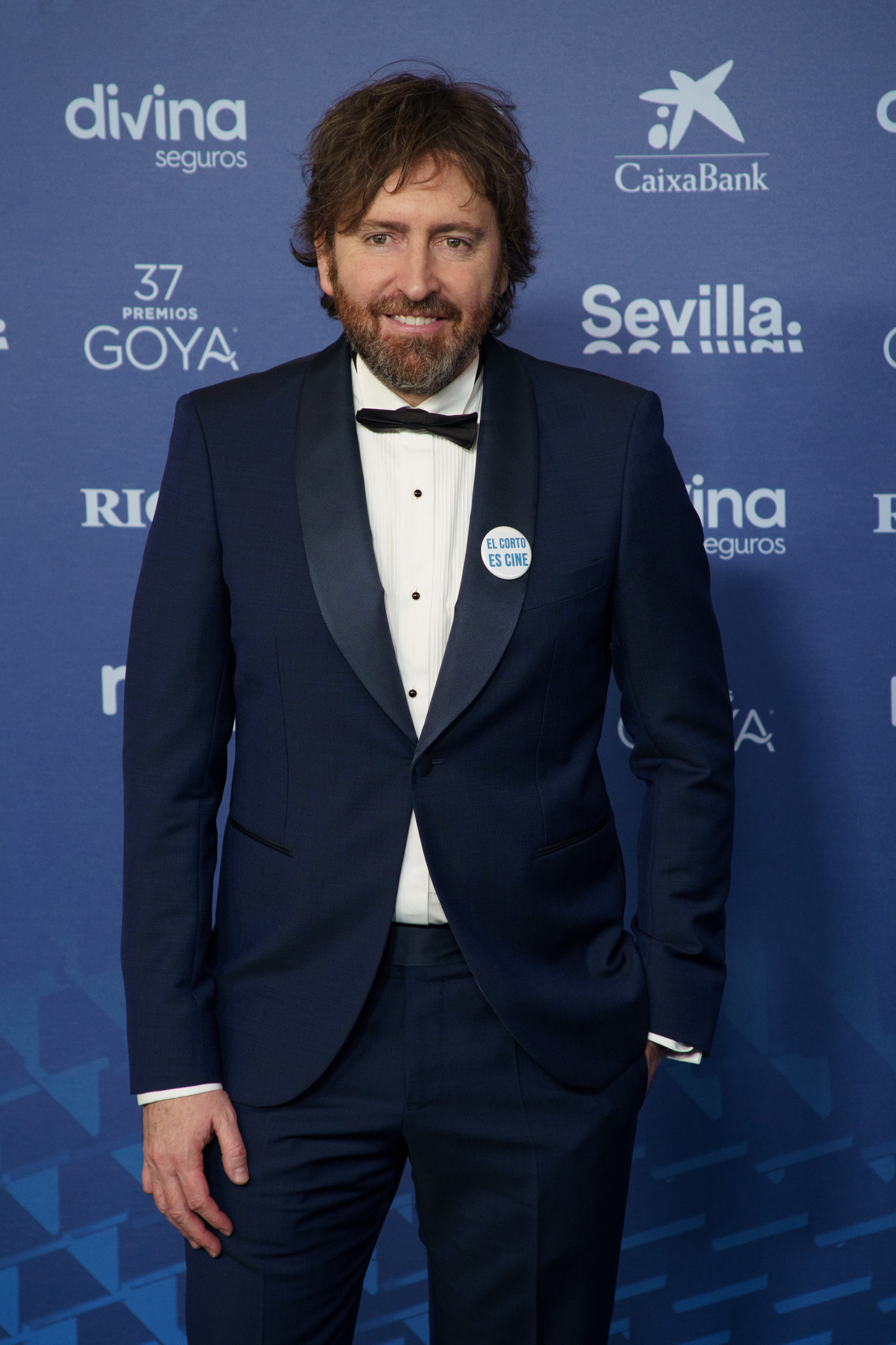
Daniel Sánchez Arévalo (2023)

Daniel Sánchez Arévalo (* 24. Juni 1970 in Madrid) ist ein spanischer Drehbuchautor und Filmregisseur.
Der Preisträger des Goya 2007 für die beste Nachwuchsregie wurde als „der verheißungsvollste Regisseur aus Spanien seit Almodóvar“ bezeichnet.
Der 1970 in Madrid geborene Sánchez Arévalo wurde als Autor von Drehbüchern für die erfolgreichen spanischen Fernsehproduktionen Hermanas und Ellas son así bekannt, für die er seit 1993 schreibt. Seine Regiearbeit begann er während seines Betriebswirtschaftsstudiums an der Columbia University in New York, das er mit einem Masterexamen abschloss. Sein 2003 gedrehter Film Exprés wurde 2004 für den spanischen Filmpreis Goya in der Kategorie Bester Kurzfilm nominiert. Für Fisica II erhielt er zahlreiche nationale und internationale Preise und erreichte die Oscarvorauswahl des Jahres 2005 in der Kategorie Short Fiction. La culpa del alpinista beruht auf einer Vorlage Julio Medems und lief auf den 61. Internationalen Filmfestspielen von Venedig im Jahr 2004 in der Auswahl „Corto Cortissimo“. Für seinen ersten Spielfilm dunkelblaufastschwarz erhielt er 2007 den Goya für die beste Nachwuchsregie.
Im Jahr 2015 erhielt er für seinen Debütroman La isla de Alice den zweiten Preis des renommierten Premio Planeta.

## Filmografie
- 1998: Episode in Querido maestro
- 2002: ¡Gol!
- 2003: Profilaxis
- 2003: Exprés
- 2004: Física II
- 2005: La culpa del alpinista
- 2006: dunkelblaufastschwarz (AzulOscuroCasiNegro)
- 2007: Traumalogía
- 2009: Gordos – Die Gewichtigen (Gordos)
- 2011: Primos
- 2019: Seventeen (Diecisiete)